# Molukken-Wasserfledermaus
Die in Südostasien und in der Region Australis verbreitete Molukken-Wasserfledermaus (Myotis moluccarum) ist ein Fledertier in der Gattung der Mausohren. Sie zählt zur Untergattung Leuconoe und ist der Südlichen Langfußfledermaus (Myotis macropus) ähnlich. Das Typusexemplar stammt von den Kei-Inseln (Molukken), worauf sich der deutsche und der wissenschaftliche Name beziehen. Vermutlich werden aufgrund genetischer Differenzen einige noch im Jahr 2023 zugerechnete Populationen in Zukunft als eigenständige Arten klassifiziert.

## Merkmale
Erwachsene Exemplare erreichen eine Kopf-Rumpf-Länge von 39 bis 50,5 mm, eine Schwanzlänge von 34 bis 41 mm und haben 38 bis 42,5 mm lange Unterarme. Das Gewicht liegt bei 5 bis 9 g, die Hinterfüße sind 9,7 bis 11 mm lang und die Länge der Ohren liegt bei 12 bis 16 mm. Markante Kennzeichen sind ein langer Fersensporn (Calcar), der 3/4 der des Abstandes zwischen Fuß und Schwanz einnimmt sowie fast nackte Augenringe. Zusätzlich sind die langen Füße auffällig, mit denen Beute von der Wasseroberfläche abgesammelt wird. Oberseits kommt graubraunes Fell vor und die Unterseite ist heller.

## Verbreitung
Die Art ist von den Molukken über Neuguinea und die Salomoneninseln bis nach Vanuatu verbreitet. Ob sie auch Sulawesi erreicht, muss geprüft werden. Die Molukken-Wasserfledermaus lebt im Flach- und Bergland bis 1200 Meter Höhe. Sie kommt vorwiegend in sumpfigen Wäldern und tropischen Regenwäldern in der Nähe von Seen und Wasserläufen vor.

## Lebensweise
Die Tagesverstecke liegen in Höhlen, Tunneln, Bergwerken, unter Brücken, in Straßendurchlässen, und überhängenden Felsen, in älteren Gebäuden sowie in Blattwerk der Bäume. Die Art teilt ihr Versteck mit anderen Mausohren, mit der Temminck-Dreizackblattnase (Aselliscus tricuspidatus), dem Salomonen-Nacktrückenflughund (Dobsonia inermis), mit Hipposideros calcaratus oder mit Langflügelfledermäusen. Sie bildet Gruppen mit wenigen Mitgliedern oder mit bis zu 20 Individuen. Die Beute besteht aus kleinen fliegenden Insekten, größeren wasserlebenden Insekten und kleinen Fischen. Die Rufe zur Echoortung sind sehr kurz und erreichen ihre stärkste Intensität bei 58,2 kHz. Gewöhnlich haben Weibchen drei Würfe mit einem Neugeborenen pro Jahr. Gelegentlich treten Zwillinge auf.

## Gefährdung
Die kleine Statur der Art, die kleine Gruppengröße und die weite Verbreitung bieten vermutlich ausreichend Schutz gegen mögliche Bedrohungen. Im Verbreitungsgebiet liegen mehrere Schutzzonen. Die IUCN listet die Molukken-Wasserfledermaus als nicht gefährdet (least concern).